# Sanna Larén
Sanna Maria Larén, född 19 januari 1987, är en svensk barnboksförfattare. Hon är författare till flera barnböcker och bilderböcker utgivna på Idus förlag.

## Biografi
Larén har avlagt en konstnärlig kandidatexamen i kreativt skrivande vid Linnéuniversitetet. År 2019 tilldelades hon ett stipendium för sitt skrivande från Mölndal Rotaryklubbs Kulturfond. 
Vid sidan av författarskapet driver hon Barnbokspodden tillsammans med barnboksredaktören Märta Elf.

## Författarskap
Larén debuterade som författare med barnboken Östen – Hundar och halstabletter 2018, illustrerad av Johanna Isaksson. År 2019 släpptes den fristående uppföljaren Östen – En födelsedagslek.
Larén har även skrivit texten till bilderböckerna om Billie Lou och Lille Bo, där sorg och allvar blandas med humor och värme.  Böckerna illustreras av konstnären Anna Norin. 
Billie Lou och Lille Bo på begravning tilldelades litteraturstöd från statens kulturråd, 2019.